# Barbara Huttonová
Barbara Woolworth Huttonová (14. listopadu 1912 New York – 11. května 1979 Los Angeles) byla americká miliardářka a mediální celebrita.

## Život
Byla jediným dítětem Edny Woolworthové, dědičky obchodního impéria F. W. Woolworth Company, a obchodníka s cennými papíry Franklyna Lawse Huttona. Její sestřenicí byla herečka Dina Merrillová. Když jí byly čtyři roky, zemřela jí matka (pravděpodobným důvodem byla sebevražda způsobená četnými manželovými nevěrami). Toto trauma se později odrazilo na Barbařině psychické labilitě, jejímž projevem byla celoživotní mentální anorexie. V roce 1930 na sebe upozornila svým debutantským plesem, jehož okázalost se stala vzhledem k probíhající velké hospodářské krizi terčem kritiky. Po dosažení plnoletosti zdědila 25 milionů dolarů, cestovala po světě, pohybovala se v nejvyšší společnosti a navazovala skandální milostné vztahy (k jejím milencům patřil letec Howard Hughes). Byla známou sběratelkou umění a milovnicí nákladných šatů a šperků, věnovala se také rozsáhlým dobročinným aktivitám: za druhé světové války štědře podporovala protinacistický odboj v okupované Evropě, v roce 1955 věnovala americké vládě své londýnské sídlo Winfield House jako novou rezidenci velvyslance USA v Británii. Vzhledem k nekontrolovanému utrácení a závislosti na drogách a alkoholu přišla o většinu majetku a závěr života strávila ve skromných poměrech v kalifornském Beverly Wilshire Hotelu, kde zemřela v 66 letech na srdeční zástavu.
Charles Jarrott o jejím životě natočil v roce 1987 televizní minisérii Ubohá bohatá dívka s Farrah Fawcettovou v hlavní roli, která obdržela Zlatý glóbus.

## Rodina
Byla sedmkrát vdaná, všechny vztahy skončily rozvodem. Jejími manželi byli:
1. 1933–1935 Alexis Mdivani, gruzínský emigrant vydávající se za šlechtice
2. 1935–1938 Kurt Heinrich von Haugwitz-Hardenberg-Reventlow, dánský šlechtic
3. 1942–1945 Cary Grant, americký herec
4. 1947–1951 Igor Trubeckoj, ruský šlechtic a automobilový závodník
5. 1953–1954 Porfirio Rubirosa, diplomat z Dominikánské republiky
6. 1955–1959 Gottfried von Cramm, německý tenista
7. 1964–1966 Pierre Raymond Doan, vietnamský šlechtic a umělec

Měla jediného syna, pilota Formule 1 Lance Reventlowa (1936–1972).